# نيبويشا فوشكوفيتش
نيبويشا فوشكوفيتش هو مدرب كرة قدم ولاعب كرة قدم صربي في مركز الهجوم، ولد في 13 مايو 1949 في زغرب في كرواتيا، وتوفي في 13 مايو 2019. لعب مع راد بيوغراد ولاسك لينتس ونادي بيزيرز ونادي فويفودينا.

## وصلات خارجية
- نيبويشا فوشكوفيتش على موقع قاعدة بيانات كرة القدم.إي يو (الإنجليزية)
- نيبويشا فوشكوفيتش على موقع عالم كرة القدم.نت (الإنجليزية)